# Riffian
Riffian (wł. Rifiano) – miejscowość i gmina we Włoszech, w regionie Trydent-Górna Adyga, w prowincji Bolzano.
Liczba mieszkańców gminy wynosiła 1291 (dane z roku 2009). Język niemiecki jest językiem ojczystym dla 98,92%, a włoski dla 1,08% mieszkańców (2001).